# Aldabrai poszáta
Az aldabrai poszáta (Nesillas aldabrana) madarak osztályába , ezen belül a verébalakúak (Passeriformes) rendjébe és a nádiposzátafélék (Acrocephalidae) családjába tartozó mára kihalt  faj.

## Felfedezése és kihalása
A fajt Robert Prys-Jones, a londoni Természettudományi Múzeum ornitológusa fedezte fel 1967-ben az Aldabra atollon. Egy hímet, egy tojót és fészküket találta meg, benne 3 tojással. Fiatal egyedeket egyáltalán nem láttak soha.
A faj utáni kutatások az 1970'-es évek közepéig sikertelenek voltak, de Prys-Jones 1975 végén végül talált további 6 egyedet, zömében hímeket, melyeket sikerült lefotózni és meg is gyűrűzte őket. Constantine Walter Benson és Malcolm Penny írta le 1968-ban.
Mivel ennyire apró helyen élt, még a legapróbb változások is végzetesek voltak a fajra nézve. A faj utolsó egyedét, egy hímet 1983-ban látták. 1985-ben az ornitológiai szakirodalom a legszűkebb elterjedési területű és a legritkább madárfajnak nyilvánította, mely akkor élt Földünkön. Az intenzív kutatások mind hiábavalók voltak és 1986-ra kiderült, hogy a faj kihalt. A Természetvédelmi Világszövetség várt pár évet, hátha akad még életben levő egyed, de 1994-re Vörös Listájukon is hivatalosan kihalt fajjá nyilvánították.
A faj kihalásáért felelősek a betelepített patkányok és macskák voltak, de a fő ok a szigeten meghonosodott kecskék, melyek tarra rágták a faj egyetlen ismert élőhelyének bozótosait.

## Előfordulása
A faj egyike volt a legkisebb elterjedési területű madárfajoknak Földünkön. Kizárólag a Seychelle-szigetekhez tartozó Aldabra atoll egyetlen kis szigetének, a Malabár-szigetnek part menti bozótos területén élt. Ismert elterjedési területe egy nagyjából 10 hektáros terület volt.

## Megjelenése
Testhossza 18–20 centiméter, testtömege 19,5 gramm volt. Fejének és testének felső része barna, farokfedőtollai fahéjbarnák. Fejének oldala szürkésbarna. Jellegzetes bélyege a fehéresszürke szemsáv, amelyik a szeme alatt húzódik. Szárnya sötétbarna, farka barnás és 12 tollból áll.

## Fordítás
- Ez a szócikk részben vagy egészben  az   Aldabrabuschsänger című német Wikipédia-szócikk ezen változatának fordításán alapul.  Az eredeti cikk szerkesztőit annak laptörténete sorolja fel. Ez a jelzés csupán a megfogalmazás eredetét és a szerzői jogokat jelzi, nem szolgál a cikkben szereplő információk forrásmegjelöléseként.